# Helen King
Helen King (* 2. September 1957 in Wimbledon) ist eine britische Altertumswissenschaftlerin und emeritierte Professorin der Open University. Zuvor war sie Professorin für Medizingeschichte und leitete die Altertumswissenschaft an der University of Reading.

## Leben
King erwarb den MA am University College London in Alter Geschichte und Sozialanthropologie. Der Ph.D. folgte am UCL 1985 mit einer Dissertation über Menstruation im antiken Griechenland: From parthenos to gyne: the Dynamics of Category.

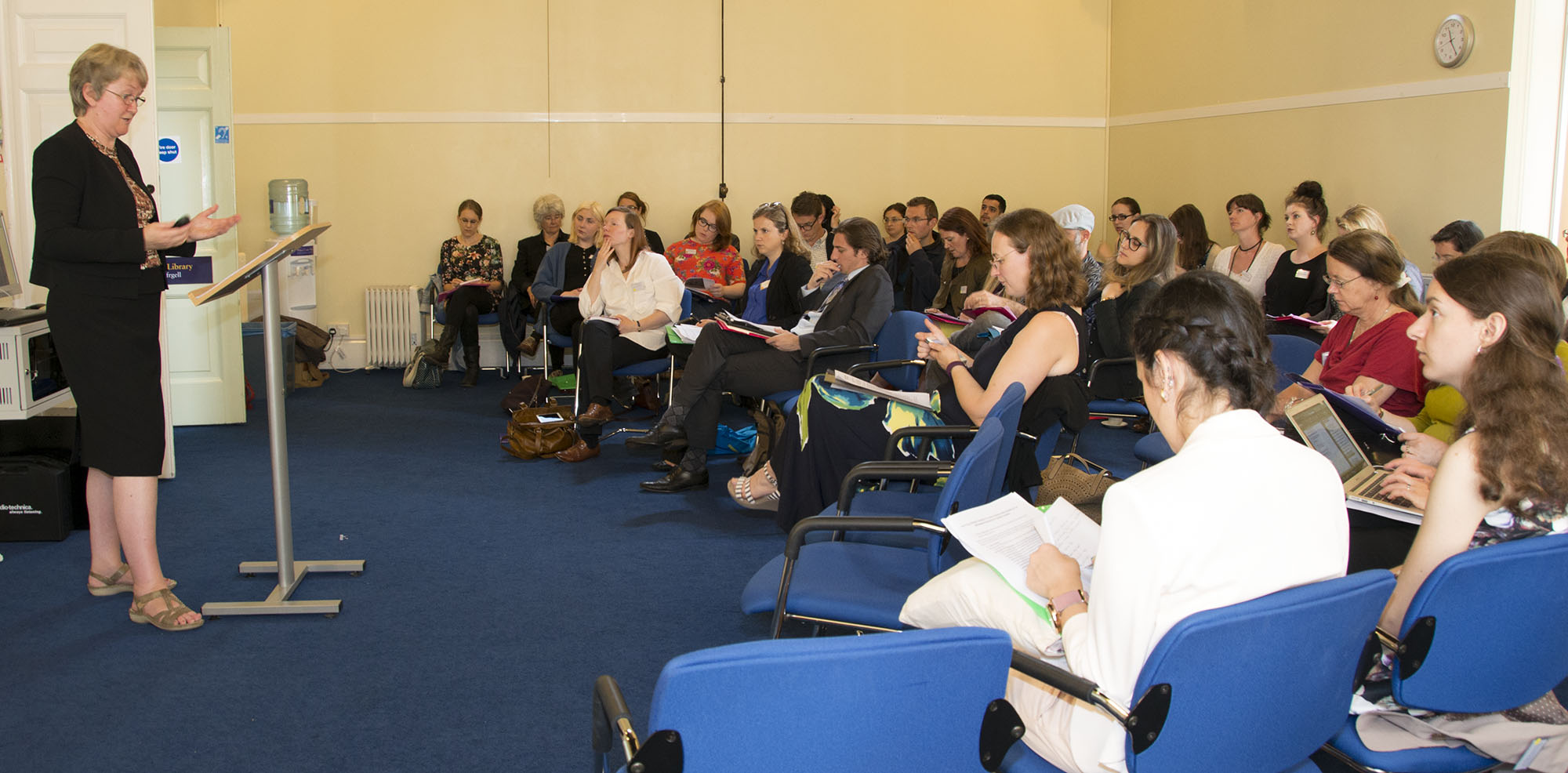
Helen King, Cardiff University, 2016

Danach bekam King Forschungsstellen an den Universitäten Cambridge und Newcastle, lehrte acht Jahre am Liverpool Institute of Higher Education und ging nach Reading mit einem Wellcome Trust University Award 1996. Seit 2008 war sie auch Gastprofessorin an der Peninsula Medical School in Truro. 2011 wechselte sie als Professorin für Altertumswissenschaften zur Open University. Im Januar 2017 trat sie in den Ruhestand und übernahm die Robert E. and Susan T. Rydell Gastprofessur 2017–2018 am Gustavus Adolphus College, St. Peter. Sie war Fellow am Netherlands Institute for Advanced Study (2001), Lansdowne Gastdozent an der University of Victoria (2002),  an der University of Texas at Austin (2005), und der Käthe Leichter Gastprofessorin in Frauen- und Genderstudien an der Universität Wien (2014).

## Forschung
Ihr Buch Hippocrates' Woman: Reading the Female Body in Ancient Greece (1998) analysierte die Praxis und Theorie der antiken Medizin in Hinsicht auf die Frauenmedizin. Im Buch Midwifery, Obstetrics and the Rise of Gynaecology: The Uses of a Sixteenth-Century Compendium (2007) untersuchte sie den Gebrauch der antiken Medizin in der Gynäkologie in drei Auflagen eines Kompendiums (1566, 1586/8, mit 1097 Folioseiten zuletzt 1597 von Israel Spach) und die Interpretationen dieser Sammlung bis zu James Young Simpson im 19. Jh.
Sie veröffentlichte auch über die Mythen von Tithonos, über Meerjungfrauen und über den Mythos von Agnodike, „die erste Hebamme“.
Sie bezweifelte als Expertin für Galen die Thesen der US-Historikerin Rachel P. Maines über weibliche Masturbationshilfen als Heilmittel im Altertum.

## Schriften
- Hippocrates’ Woman: Reading the Female Body in Ancient Greece (1998). ISBN 978-0415138949[5]
- Greek and Roman Medicine (2001). ISBN 978-1853995453
  - La Médecine dans l’ Antiquité grecque et romaine (mit Véronique Dasen), 2008.
- The Disease of Virgins: Green Sickness, Chlorosis and the Problems of Puberty (2004). ISBN 978-0415226622
- Health in Antiquity (2005). ISBN 0415486939[6]
- Midwifery, Obstetrics and the Rise of Gynaecology: The Uses of a Sixteenth-Century Compendium (2007). ISBN 978-0754653967
- Blood, Sweat and Tears: The Changing Concepts of Physiology from Antiquity into Early Modern Europe (Hg. mit Manfred Horstmanshoff und Claus Zittel) 2012. ISBN 978-9004229181[7]
- The One-Sex Body on Trial: The Classical and Early Modern Evidence (2013). ISBN 978-1409463351[8]
- Hippocrates Now: The ‘Father of Medicine’ in the Internet Age (2019).[9]

## Einzelbelege
1. ↑  Andrew Erskine: A Companion to Ancient History. Wiley, 2009, ISBN 978-1-4443-0838-9 (google.de [abgerufen am 1. November 2020]).
2. ↑  Professor Helen King | OU people profiles. Abgerufen am 1. November 2020.
3. ↑  Gustavus Adolphus College (Hrsg.): Reproductive Technology:Nobel Conference 53. (gustavus.edu [PDF]).
4. ↑  Lansdowne - University of Victoria. Abgerufen am 2. November 2020 (englisch).
5. ↑  Hippocrates’ Woman. Reading the Female Body in Ancient Greece – Bryn Mawr Classical Review. Abgerufen am 1. November 2020 (amerikanisches Englisch).
6. ↑  Health in Antiquity – Bryn Mawr Classical Review. Abgerufen am 1. November 2020 (amerikanisches Englisch).
7. ↑  Blood, Sweat, and Tears: The Changing Concepts of Physiology from Antiquity into Early Modern Europe. Intersections, 25 – Bryn Mawr Classical Review. Abgerufen am 1. November 2020 (amerikanisches Englisch).
8. ↑  The One-Sex Body on Trial: The Classical and Early Modern Evidence. The History of Medicine in Context – Bryn Mawr Classical Review. Abgerufen am 1. November 2020 (amerikanisches Englisch).
9. ↑  Bloomsbury.com: Hippocrates Now. Abgerufen am 1. November 2020 (englisch).

| Personendaten    | Personendaten                                                                        |
| ---------------- | ------------------------------------------------------------------------------------ |
| NAME             | King, Helen                                                                          |
| KURZBESCHREIBUNG | britische Altertumswissenschaftlerin und emeritierte Professorin der Open University |
| GEBURTSDATUM     | 2. September 1957                                                                    |
| GEBURTSORT       | Wimbledon                                                                            |